# (34842) 2001 SU270
2001 SU270 (asteroide 34842) é um asteroide da cintura principal. Possui uma excentricidade de 0.23973620 e uma inclinação de 2.09968º.
Este asteroide foi descoberto no dia 16 de setembro de 2001 por NEAT em Palomar.